# L'Empire des anges
L'Empire des anges est un roman fantastique de Bernard Werber. Paru en 2000, il fait partie du Cycle des anges.

## Thématique
Ce roman est la suite de Les Thanatonautes, il raconte l'histoire de Michael Pinson devenu un ange gardien à la suite de son accident (crash d'un Boeing 747), qui doit s'occuper de ses « clients » et essaie de repousser encore plus les limites de l'exploration : y a-t-il des extraterrestres et des paradis extraterrestres ?
L'Empire des anges, précédé par Les Thanatonautes dans le « Cycle des anges » de Bernard Werber, raconte l'histoire d'un ange (ange dont l'esprit est celui d'un des personnages des Thanatonautes, Michael Pinson) qui doit aider de son mieux trois âmes terriennes à trouver l'esprit de la sagesse.
Werber y développe un mécanisme de la pesée de l'âme, en prenant de multiples références... tel le Jugement de l'âme (Égypte antique), où chaque être pensant (Gaïa, rocher, plante, animal, humain) doit aboutir à un total de points. Pour accéder au stade supérieur (être enfin délivré du cycle des réincarnations), on se doit d'aboutir à 600 points.
L'auteur ne parle pas de ses idées personnelles et présente absolument tout son livre sous le point de vue d'un narrateur omniscient et externe à l'histoire.

## Résumé
Michael Pinson, ex-thanatonaute, a réussi à passer de l'autre côté. D'humain réincarné, il est devenu Ange. Un boulot à plein temps. Lieu d'exercice : le Paradis. Passé le premier choc, Michael se rend compte qu'être un Ange n'est pas une partie de plaisir. D'autant qu'il a la charge de trois mortels plutôt coriaces. Venus, une actrice américaine sujette aux migraines, Igor, un soldat russe roi du poker et Jacques, un angoissé chronique. Qui plus est, son mentor, Edmond Wells, lui a bien spécifié que son devoir d'Ange était d'exaucer tous leurs vœux, aussi aberrants soient-ils.
Mais Michael, insatiable explorateur, a gardé de sa vie précédente un goût pour l'aventure. Ange rebelle, il s'est fixé un autre but : découvrir l'au-delà et l'au-delà de l'au-delà, et peut-être pénétrer le monde encore au-dessus, celui des Dieux.
À travers ce livre, Werber a vraiment voulu faire découvrir aux lecteurs les réponses aux questions que certains individus qui croient à l'existence des anges se posent un jour :
- Que pensent les Anges de nous ?
- Quelle est leur vision de notre espèce grouillant sur la Terre ?

Les Thanatonautes et L'Empire des anges sont suivis par Nous les dieux, Le Souffle des dieux et Le Mystère des dieux.

## Noms récurrents dans l’œuvre de Bernard Werber
Le nom de famille Nemrod apparait dans plusieurs œuvres de Bernard Werber :
- Jacques Nemrod, personnage de L'Empire des anges

- Bruce Nemrod, président de l'ONU dans Et l'on pendra tous les pollueurs dans Paradis sur Mesure

- Lucrèce Nemrod, héroïne du Cycle des Aventuriers de la Science

- Gabriel Nemrod, personnage de la nouvelle Le règne des apparences dans L'arbre des Possibles.